# Erkki Ala-Könni

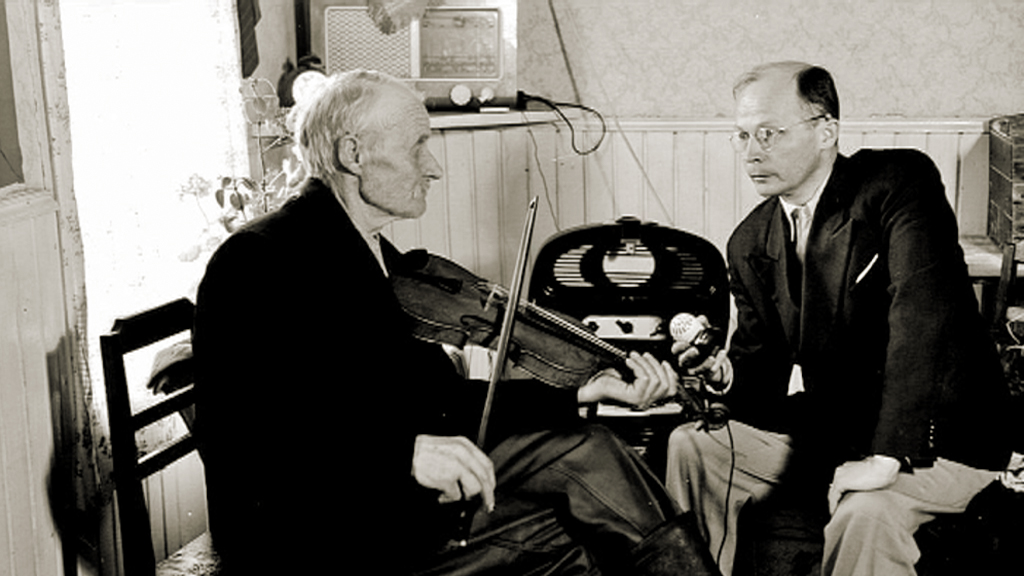
Erkki Ala-Könni (till höger) bandar in folkmusik år 1956.

Martti Erik (Erkki) Ala-Könni, född 2 februari 1911 i Ilmola, död 2 september 1996 i Tammerfors, var en finländsk folkmusikforskare och upptecknare.
Erkki Ala-Könni verkade som musiklärare vid folkbildningsorganisationernas folkkonservatorium 1951–52 och var dess prorektor 1956–57. Han blev filosofie doktor på en avhandling om finländska polskedanser 1956 (Die Polska-Tänze in Finnland), blev docent i folkmusikforskning vid Helsingfors universitet 1957, var föreståndare för institutionen för folktradition vid Tammerfors universitet 1965–74 och professor i folktradition med särskild inriktning mot folkmusik där 1974–77.  
Under nära fem decennier bedrev Ala-Könni omfattande insamling av folkloristiskt och etnologiskt material. Hans stora samlingar finns idag vid Institutet för folktradition vid Tammerfors universitet och omfattar flera tusen bandinspelningar och ca 200 000 bilder. Huvuddelen av hans instrumentsamling finns idag vid Folkkonstcentret i Kaustby. Han deltog i grundandet av ett flertal hembygdsföreningar och museer och skrev en stor mängd artiklar om folkmusik, av vilka en del 1986 utgavs i bokform under titeln Suomen kansanmusiikki. Han var också en av de drivande krafterna bakom folkmusikfestivalen i  Kaustby.